# Shenjing, Guangdong
Shenjing (kinesiska: 深井)  är en köping i sydöstra Kina. Den ligger i Taishan i staden Jiangmen i provinsen Guangdong, omkring 150 kilometer sydväst om provinshuvudstaden Guangzhou. Antalet invånare är 52 767. Befolkningen består av 25 723 kvinnor och 27 044 män. Barn under 15 år utgör 12,0 %, vuxna 15-64 år 74 %, och äldre över 65 år 13,0 %.